# 前澤綾子
前澤 綾子（まえざわ あやこ、1976年 - ）は、日本の文部科学官僚。外務省在中国大使館参事官。

## 来歴
長野県生まれ。静岡県立清水東高等学校理数科、東京大学法学部卒業。東大法学部在学中に国家公務員一種試験（法律）に合格。
2000年 文部省入省。生涯学習局生涯学習振興課配属。2001年1月6日 文部科学省生涯学習政策局政策課。2003年7月 文部科学省大臣官房人事課審査班専門職（長期留学：テキサス大学マコームズ経営大学院）。2007年7月 独立行政法人日本学術振興会国際事業部地域交流課長。2009年10月 内閣官房国家戦略室員。科学技術・イノベーション、人材、国際広報戦略等に従事した。2011年11月 文化庁長官官房国際課専門官。2012年4月 神戸市企画調整局科学技術担当部長。2020年4月1日 文部科学省総合教育政策局教育改革・国際課国際調整企画官。同年10月1日 文部科学省総合教育政策局国際教育課国際調整企画官。2021年2月15日 外務省在中国大使館参事官。

## 略歴
- 2000年4月：文部省入省。生涯学習局生涯学習振興課配属[3]。
- 2001年1月6日：文部科学省生涯学習政策局政策課[3]。
- 2002年1月：文部科学省大臣官房総務課法令審議室。
- 2003年4月：文部科学省大臣官房総務課法令審議室専門職。
- 2003年7月：文部科学省大臣官房人事課審査班専門職（長期留学：テキサス大学マコームズ経営大学院）。
- 2005年6月：文部科学省研究開発局原子力計画課総括係長。
- 2007年7月：独立行政法人日本学術振興会国際事業部地域交流課長。
- 2009年10月：内閣官房国家戦略室員。
- 2011年11月：文化庁長官官房国際課専門官。
- 2012年4月：神戸市企画調整局科学技術担当部長。
- 2014年4月：文部科学省研究振興局学術研究助成課企画室長。
- 2016年4月：内閣府知的財産戦略推進事務局参事官補佐（総括）。
- 2020年4月1日：文部科学省総合教育政策局教育改革・国際課国際調整企画官。
- 2020年10月1日：文部科学省総合教育政策局国際教育課国際調整企画官。
- 2021年2月15日：外務省在中国大使館参事官。
- 2024年4月8日：警察庁生活安全局人身安全・少年課少年保護対策室長兼児童性被害対策官。
- 2025年4月1日：静岡県教育委員会教育部長。